# Vatan
Vatan är en kommun i departementet Indre i regionen Centre-Val de Loire i de centrala delarna av Frankrike. Kommunen ligger i kantonen Vatan som tillhör arrondissementet Issoudun. År 2022 hade Vatan 1 959 invånare.

## Befolkningsutveckling
Antalet invånare i kommunen Vatan
Referens:INSEE